# E, pa neka!
E, pa neka! treći je studijski album hrvatske pop pjevačice Renate Končić Minee, koji 1997. objavljuje izdavačka kuća Orfej. Na ovom albumu nastavlja uspješnu suradnju s Tončijem i Vjekoslavom Huljić, uz nove suradnike Hrvoja Stupara i Fedora Boića.

## Pozadina
Poslije ogromnog uspjeha albuma Vrapci i komarci, krajem 1996. godine počinje rad na novom studijskom albumu, na kojem će više dominirati pop zvuk, čemu doprinosi suradnja s Fedorom Boićem i Hrvojem Stuparom. 

## Tržišni uspjeh
Promocija albuma počela je nastupom na Dori početkom 1997. s pjesmom „Magla”, a nastavila se nastupom na festivalu Melodije hrvatskog Jadrana pjesmom „Lasta, lastavica” koja je nagrađena nagradom „Zlatni galeb, 1. nagrada publike”. Album je debitirao na prvom mjestu nacionalne Hrvatske top ljestvice, na kojem je ostao tri tjedna, kasnije je dobio dvostruku platinastu certifikaciju. 

### Ljestvice
| ljestvica (1997.)                 | plasman |
| --------------------------------- | ------- |
| Hrvatska nacionalna top ljestvica | 1.      |
| HRT-ova top ljestvica             | 1.      |

## Popis pjesama
| Br. | Skladba                                   | Trajanje |
| --- | ----------------------------------------- | -------- |
| 1.  | »E, pa neka«                              | 3:55     |
| 2.  | »Ako ovo je kraj (duet Davor Dragojević)« | 4:05     |
| 3.  | »Mađarica«                                | 3:35     |
| 4.  | »O,ma-ma-ma«                              | 3:38     |
| 5.  | »Daj, daj, daj«                           | 3:11     |
| 6.  | »Prst i ruka«                             | 4:06     |
| 7.  | »Tri bi sreće bacila«                     | 3:41     |
| 8.  | »Lasta, lastavica«                        | 3:24     |
| 9.  | »Magla«                                   | 3:00     |
| 10. | »E, pa neka (instrumental)«               | 3:55     |

## Vanjske poveznice
- Minea: "E, pa neka!" na Discogsu